# Talisia setigera
Talisia setigera är en kinesträdsväxtart som beskrevs av Ludwig Radlkofer. Talisia setigera ingår i släktet Talisia och familjen kinesträdsväxter. Inga underarter finns listade i Catalogue of Life.